# サン＝ジョアシャン
サン＝ジョアシャン （Saint-Joachim、ブルトン語:Sant-Yoasin）は、フランス、ペイ・ド・ラ・ロワール地域圏、ロワール＝アトランティック県のコミューン。

## 地理

県内でのサン＝ジョアシャンの位置

ブリエール地域圏自然公園の中心部にある。歴史家エルワン・ヴァレリーの分類によれば、サン＝ジョアシャンはブルターニュの伝統的な地方区分ではブリエールに属し、ブルターニュの歴史的な地方としてはペイ・ナンテに属する。
サン＝ジョアシャンは、サン＝ナゼール都市圏に含まれる、サン＝ジョアシャン-サン＝マロ＝ド＝ゲルサックの都市圏の一部を構成する都市型コミューンである。

## 歴史
サン＝ジョアシャンはブルターニュ公国に含まれ、ブリエール湿地にある14の教区の住民とともに集団的権利を共有していた。
1461年8月8日、ブルターニュ公フランソワ2世は特許状によってブリエール住民の権利を認可した。女公アンヌ・ド・ブルターニュも父フランソワ2世の特許状を追認した。何世紀もわたって、この権限は王の勅令や特許状において数回確認された。
1771年、ミシヤックから切り離されたラ・シャペル・デ・ランドが誕生した。サン＝ジョアシャンはモントワールを切り離し、サント＝レーヌはポンシャトーを切り離し、その後トリニャック、サン・マロ・ド・ゲルサック、ラ・テュルバル、ポルニシュが誕生した。
1790年、サン＝ジョアシャンはレジール（Les Isles）という名称に変更させられた。フランス革命後に元の名に戻された。
革命政府は1791年1月5日と1792年8月28日のデクレによってブリエール住民の権利を追認した。ブリエール住民たちは、ヨシを使用する権利、ウシの放牧権、泥炭を切り出す権利を持っていた。サン＝ナゼールの後背地であるブリエールの近隣住民のように、サン＝ジョアシャンは第二次世界大戦末期のサン＝ナゼール・ポケット（fr）の一部として、他の地域よりも9ヶ月もの長い間ドイツ軍の占領が続いた（1944年8月から1945年5月まで）。

## 人口統計
| 1962年 | 1968年 | 1975年 | 1982年 | 1990年 | 1999年 | 2006年 | 2010年 |
| ------ | ------ | ------ | ------ | ------ | ------ | ------ | ------ |
| 4078   | 4152   | 4161   | 4253   | 3994   | 3773   | 3915   | 4046   |

参照元:1999年までEHESS、2000年以降INSEE

## 近親婚
コミューンが地理的に孤立してきたことが、長い間近親婚の原因となってきた（これはブリエール湿地帯全てにあてはまるが、特にサン＝ジョアシャンで顕著であった）。この問題は20世紀初頭から減少傾向に有り、ブリエール湿地帯から取り除かれた。近親婚は姓の多様性を失わせた。アルギャン（Halgand）、アウスタン（Aoustin）、モワイヨン（Moyon）、マエ（Mahé）、シュドタル（Chedotal）、ギエヌフ（Guihéneuf）、ルゴフ（Legof）、そしてヴァンス（Vince）といった姓がまだ大半を占める。特に湿地の島（îles、サン＝ジョアシャンを含む）では、住民はカナール（canards、アヒル）という愛称で呼ばれる。一方、湿地帯の端の住民は、ナケット（naquets）と呼ばれていた。また、小説家アルフォンス・ド・シャトーブリアンはこの問題を作品に取り上げ、サン＝ジョアシャンのある一族が、一族の娘とクロサックのナケットの男との結婚を拒絶する話を書いた。社会的、地理的、文化的に近い者同士の異族婚は広く行われていた。